# Łazy-Jawor
Łazy-Jawor – część wsi Łazy w Polsce położona w województwie małopolskim, w powiecie krakowskim, w gminie Jerzmanowice-Przeginia. 
W latach 1975–1998 Łazy-Jawor należały administracyjnie do województwa krakowskiego.